# Somon
Somonul sau somonul de Atlantic, somonul atlantic  (Salmo salar) este un pește teleostean, răpitor, migrator, din familia salmonide (Salmonidae), răspândit în bazinele hidrografice nord-atlantice. Este un pește cu mare valoare economică și pentru pescuitul sportiv.
Atinge 1,5 m lungime și 35–46 kg greutate. Are corpul alungit, cu un contur rotunjit. Capul este mic, cu gura mare (comisura nu depășește jumătatea ochiului), prevăzută cu dinți. Înotătoarea anală cu 8-10 radii, iar înotătoarea caudala cu marginea concavă. Coloritul corpului este albastru cenușiu, cu mici puncte sau steluțe negre, iar abdomenul argintiu. Puietul are un colorit cenușiu-verzui, cu puncte negre pe spate. Pe laturi au 8-12 pete transversale negre.
Este un pește anadrom (potamotoc) care trăiește în mare, dar pentru reproducere urcă în apele dulci. Trăiește pe coastele nord-americane și europene ale Oceanului Atlantic, în Oceanul Înghețat de Nord, în Marea Nordului, în Marea Albă, în Marea Baltică și în canalul Mânecii, dar nu și în Marea Mediterană. În mare se hrănește mai ales cu crustacee și cu heringi. Pentru depunerea icrelor migrează, urcând în porțiunea superioară a râurilor care se varsă în Oceanul Atlantic, Marea Nordului și Marea Baltică din America de Nord și din Europa, cu excepția râurilor care se varsă în Marea Mediterană și în Marea Neagră. Somonul este un pește comun în râurile din Marea Britanie, Franța, Peninsula Iberică, Germania, Peninsula Scandinavică, Polonia și în toate râurile din Rusia, care se varsă în Marea Albă și în Marea Baltică.
În timpul migrației, își schimbă complet înfățișarea, îmbrăcând o haina nupțială. Călătoria nupțială o face în luna iulie și august, și pentru a ajunge în apele de munte bogate în oxigen, el trece peste toate zăgazurile râurilor. În timpul călătoriei nupțiale, care poate dura și un an de zile, somonul nu mănâncă nimic, iar produsele sexuale se dezvoltă în timpul acestei călătorii pe seama grăsimii și a mușchilor. La sfârșitul călătoriei somonii sunt foarte slăbiți, carnea lor este decolorata și puțină, iar gura deformată.
Depune 800-1000 icre, în mici gropițe, în zona păstrăvului. După depunerea produselor sexuale, părinții de ambele sexe încearcă să coboare în mare pentru a se reface, dar cei mai mulți mor și puțini indivizii fac și a doua oară sau a treia oară călătoria nupțială. Puii ce ies din ou trăiesc în apele dulci până ce intră în al doilea an de viață și apoi coboară în mare dincolo de platforma continentală, pe abruptul continental, la o adâncime de 500-1000 m. Ating maturitatea sexuală la vârsta de 3-4 ani. În râuri vor urca de obicei numai după trei-patru ani de viață în mare. Atunci au o lungime de 1 m și o greutate de 15 kg. Unele exemplare bătrâne însă ating o lungime de 1,5 m și o greutate de 45 kg. Pescuitul acestui pește prețios se face în cantități mari în timpul migrației sale nupțiale.